# Cesare Lombroso
Marco Ezechia Lombroso, detto Cesare (Verona, 6 novembre 1835 – Torino, 19 ottobre 1909), è stato un medico, antropologo, filosofo, giurista e criminologo italiano, da taluni studiosi definito come padre della moderna criminologia. Il suo lavoro è stato fortemente influenzato dalla fisiognomica, dal darwinismo sociale e dalla frenologia. Esponente del positivismo, è stato uno dei pionieri degli studi sulla criminalità, e fondatore dell'antropologia criminale.
Le teorie lombrosiane si basano sul concetto del criminale per nascita, secondo cui l'origine del comportamento criminale sarebbe insita nelle caratteristiche anatomiche del criminale, persona fisicamente differente dall'uomo normale in quanto dotata di anomalie e atavismi che ne determinavano il comportamento socialmente deviante. Di conseguenza, secondo Lombroso l'inclinazione al crimine è una patologia ereditaria e l'unico approccio utile nei confronti del criminale è quello clinico-terapeutico. Solo nell'ultima parte della sua vita Lombroso prese in considerazione anche i fattori ambientali, educativi e sociali come concorrenti a quelli fisici nella determinazione del comportamento criminale.
Sebbene a Lombroso vada riconosciuto il merito di aver tentato un primo approccio sistematico allo studio della criminalità, tanto che ad alcune sue ricerche si ispirarono Sigmund Freud e Carl Gustav Jung per alcune teorie della psicoanalisi applicata alla società, la maggior parte delle sue teorie risulta oggi destituita di ogni fondamento scientifico tanto che molti studiosi lo definirono come un visionario. Al termine di un controverso percorso accademico e professionale, Lombroso fu anche radiato, nel 1882, dalla Società italiana di Antropologia ed Etnologia.

## Biografia
Nacque, terzo di sei figli, da Aronne, ricco commerciante le cui condizioni economiche erano state decisamente ridimensionate a causa di problemi finanziari, e Zefora Levi.
Ebrei strettamente osservanti, i Lombroso avevano origini sefardite e pare che i loro antenati, dopo aver lasciato la penisola iberica e un periodo trascorso in Tunisia, avessero raggiunto la Toscana, quindi Venezia e infine Verona. I parenti materni, invece, provenivano dalla comunità ebraica di Chieri, in Piemonte.
Cesare Lombroso sarà ritenuto uno dei più importanti intellettuali ebrei italiani.

### Studi universitari
La formazione del giovane Lombroso fu fortemente influenzata dal cugino David Levi, presso il quale aveva trascorso qualche tempo, e dagli scritti del medico Paolo Marzolo: il primo, importante esponente del Risorgimento, lo avvicinò al culto della ragione e della libertà di pensiero, portandolo ad opporsi alla religiosità intransigente del padre; l'altro lo introdusse all'uso della linguistica quale strumento per definire la storia umana. Su queste basi maturò la scelta, nel 1850, di abbandonare le scuole pubbliche per proseguire la propria istruzione privatamente, poiché l'educazione ufficiale divergeva dalle proprie inclinazioni.
Nel 1853 si iscrisse alla Facoltà di Medicina e Chirurgia dell'Università degli Studi di Pavia, in quegli anni rappresentata da Bartolomeo Panizza, che aveva formulato lodevoli comparazioni tra l'ambito anatomico e quello fisiologico nel corso dei suoi studi, e da Luigi Porta, che aveva esteso all'anatomia patologica nonché alla fisiopatologia sperimentale il fine e l'utilizzo della chirurgia. Si scoprì entusiasta della sua indipendenza, delle nuove amicizie e dell'abbondanza di materiale a cui attingere per i suoi studi, che interessavano materie quali, all'inizio, l'anatomia, la storia naturale e la botanica. Studiò sui testi dei personaggi più importanti di quel tempo, quali il mineralogista e zoologo Gian Maria Zendrini, Giuseppe Balsamo Crivelli (scopritore del fungo parassitario patogeno del "mal del calcino", la Batys bassiana), il Panizza stesso ed il botanico Giuseppe Moretti, muovendo dal concetto, dominante all'epoca, dell'"unità della Natura" (come insieme di viventi e non viventi in senso sistematico e sincronico) a cui si rifaceva il Nostro, parlando, ad esempio, nel 1853 nel Di un rapporto fisiologico comune ad alcuni neurotteri ed imenotteri, discettazione pubblicata in concomitanza con la fine del suo primo anno di studi.

### Carriera
Compiuti gli studi universitari a Pavia, Padova e Vienna, partecipò come medico militare alla campagna contro il brigantaggio successiva all'unificazione italiana. Incaricato di Clinica psichiatrica e di antropologia a Pavia, svolse ricerche sul cretinismo e sulla pellagra. Fu poi direttore del manicomio di Pesaro e ordinario di medicina legale nel carcere di Torino, dove studiò i detenuti e i loro cadaveri per convalidare le sue teorie sull'uomo delinquente.

### Il primo insegnamento
Dopo il trasferimento dall'ospedale di Genova a quello divisionario di Pavia, sembrò ormai raggiungibile l'obiettivo di avviare un insegnamento clinico importante; così, nonostante le riserve a causa dell'ostacolo di disporre di un reparto di malati per lo studio pratico della clinica delle malattie mentali, al Lombroso venne richiesto l'insegnamento in un corso libero e gratuito, a partire dal 6 dicembre del 1862. Dopo poco tempo anche la principale difficoltà logistica venne appianata, grazie all'intervento del rettore (Carlo Cantoni) che, dopo aver in prima istanza acconsentito all'istituzione di un corso di quella materia, in seguito s'interessò anch'egli alla stessa, com'è documentato dalla corrispondenza tra lui ed il Lombroso. Successivamente le cose migliorarono per il Nostro. Infatti, il direttore dell'ospedale comunale di Sant'Eufemia (lo Zanini) si adoperò per venire incontro alle esigenze del neo-insegnante, mettendo a disposizione sua e dei suoi allievi il reparto degli "alienati maschi", di 15 posti letto, per tutto il tempo del corso teorico, in modo tale da affiancare alla teoria la clinica, a condizione che il docente si comportasse come un primario dell'ospedale.
Così alla fine di luglio si concluse il primo corso, come testimoniato dall'attestato rilasciato al docente in data 4 luglio, onde testimoniarne «...la di lui somma diligenza ed il distinto suo zelo». Altra testimonianza del buon esito dal punto di vista intellettuale di questa prima prova del Lombroso può essere la pubblicazione ne L'appendice psichiatrica, il 4 maggio, della Prelezione al corso di clinica delle malattie mentali, ovvero la pubblicazione della prima lezione del corso, tenuta dal Lombroso, sulla Gazzetta medica italiana, Lombardia, del primo giugno. In questi documenti è palese la passione ed il profondo interesse scientifico del Nostro per la scienza, e per la scienza medica psicologica in particolare, per via della complessità stessa della materia, per il decorso così differente delle malattie mentali dalle altre patologie, per la difficoltà nella diagnosi, impossibile da formulare basandosi univocamente sul fattore scientifico, e per la molta incertezza e sperimentalità dei metodi curativi.
Tuttavia, oltre all'interesse propriamente scientifico, il Lombroso ha sempre convissuto con la passione per la storia e soprattutto per lo storicismo, al punto da integrare queste due costanti dei suoi studi nello studio clinico dell'"intelligenza", a favore del quale spezzava una lancia allo scopo di approfondire la conoscenza della fisiologia del pensiero, attraverso lo studio dei neoplasmi e della formazione del callo (approfondimento istologico dei tessuti). Nondimeno l'influenza della psiche stessa all'interno delle varie patologie ed in relazione ai diversi pazienti; una differenziazione che potrebbe ricordare vagamente quella che sarà la futura metodologicità freudiana, sebbene siano molti gli elementi dissonanti tra questi due personaggi, nonché vasto l'intervallo temporale. Fulcro del metodo del Lombroso era la cosiddetta pura psicologia, indispensabile, a suo avviso, per spiegare fenomeni quali le allucinazioni ed i fenomeni dell'"idea", riconducendo a sub specie historica le varie forme di malattia, in una concezione che faceva del manicomio un compendio evidentissimo dello sviluppo umano, quasi un campionario storico, dalla tabula rasa del selvaggio, sino ai lampi di genio della follia.
Nel 1898 inaugurò a Torino un museo di psichiatria e criminologia (più tardi chiamato "di Antropologia criminale"). Il museo, per lungo tempo chiuso al pubblico (la collezione, costituita da migliaia di pezzi tra reperti anatomici, manufatti e scritti di criminali ed alienati, reperti probatori, armi proprie ed improprie, strumenti scientifici, documenti e fotografie, ecc., era parzialmente accessibile soltanto per motivi di studio e di ricerca) è stato inaugurato di nuovo il 26 novembre 2009 e nuovamente aperto al pubblico. L'odierno allestimento è opera dell'architetto Massimo Venegoni.

### Il primo caso
Dopo il 1870, data assunta come inizio del "periodo pesarese", e dopo gli studi condotti sulla pellagra, il Lombroso si concentrò più propriamente sullo studio dell'antropologia, dei pazzi e dei criminali, giacché in questi gli sembrava di rinvenire maggiormente le stigmate del primitivismo. Il primo caso che si trovò ad esaminare fu quello del brigante Giuseppe Villella, settantenne, datosi alla macchia sui monti. L'autopsia del Villella, probabilmente una di quelle che più s'impressero nella mente del Lombroso, evidenziò alla base del cranio la fusione congenita della parte corrispondente dell'occipite con l'atlante, ed altre caratteristiche anomale, quali ad esempio la mancanza della cresta occipitale interna, la deformazione della cresta mediana ed altre deformazioni delle ossa craniche, che spinsero il Lombroso a considerare che quelle peculiari caratteristiche ossee avessero avuto una certa qual influenza sull'attività del cervelletto; la probabilità dell'eziologia di queste anomalie poteva essere imputata ad un arresto allo stato fetale nello sviluppo del cervello, considerazione evidentemente embriogenetica che mise il Lombroso sulla strada che accostava l'analisi evoluzionistica alla medicina legale applicata alle patologie, attraverso un iniziale confronto con i primati.
Trovare negli uomini la fossa mediana, di norma presente solo in primati e gorilla, suscitava l'ipotesi che fosse presente un nesso tra l'evoluzione naturale della specie ed i comportamenti del singolo all'interno del contesto sociale. Un primo accenno di ricerca in questo senso si può ricondurre all'anno 1869, quando studiosi inglesi avevano riscontrata la capacità cranica dei delinquenti minore di quella dei pazzi, ed anno in cui il Golgi stesso studiava le relazioni eziologiche tra delitto e pazzia. Fu così che nacque la convinzione atavica, avallata da un secondo caso, quello del contadino bergamasco Vincenzo Verzeni, omicida ed antropofago, che presentava caratteri atavici o d'involuzione, vale a dire di mancata evoluzione, che, secondo il Lombroso, avrebbero, in una certa qual misura, motivato le manifestazioni anomale della sua condotta, derivanti, indipendentemente dall'atto di scelta volontaria e cosciente, direttamente da deviazioni della struttura fisica. Il problema che si presentò al Lombroso fu quindi quello di ridefinire alla luce di queste intuizioni e teorie il problema del delitto in termini di libero arbitrio e di responsabilità, ovvero di educazione, o addirittura di terapia. Le parole del Lombroso sono al riguardo vistosamente influenzate da un determinismo assoluto, derivante dal procedere delle indagini, preminentemente sperimentali, intrecciate con studi psichiatrici sia sulla pazzia sia sul cretinismo in genere, da cui prenderà corpo la "teoria dell'uomo delinquente".

### Spiritismo
Più avanti negli anni, Lombroso iniziò ad investigare i fenomeni di medianicità. Sebbene fosse inizialmente scettico, successivamente divenne un credente nello spiritismo. Come ateo, Lombroso discusse le sue opinioni sul paranormale e lo spiritismo nel libro Dopo la morte – cosa? (1909) in cui affermò di credere negli spiriti e sostenne che la medium Eusapia Palladino fosse genuina. Sul British Medical Journal il 9 novembre 1895 fu pubblicato un articolo intitolato Exit Eusapia!. L'articolo metteva in discussione la legittimità scientifica della Society for Psychical Research, che aveva investigato sulla natura di medium della Palladino, che aveva la reputazione di essere una truffatrice e un'impostora ed era rimasta sorpresa dal fatto che Lombroso fosse stato ingannato dalla donna.
Edward Clodd scrisse "Lombroso si bevve tutto, dalla tavola spiritica alla materializzazione dei defunti, alla fotografia spiritica alle voci degli spiriti stessi; ogni storia, vecchia o nuova, irrispettivamente dal fatto che venisse da fonti attendibili o meno, la quale confermasse la sua voglia di credere." La figlia di Lombroso Gina Ferrero scrisse che durante gli ultimi anni della sua vita Lombroso soffriva di arteriosclerosi e che la sua salute mentale e fisica era minata. Lo scettico Joseph McCabe scrisse che, a causa di ciò, non era sorprendente che la Palladino fosse riuscita a far credere Lombroso allo spiritismo usando i suoi trucchi.

### La morte
Lombroso passò gli ultimi anni della sua vita circondato dai figli Paola, antropologa e scrittrice per l'infanzia (ideatrice del Corriere dei Piccoli e moglie del medico Mario Carrara, uno degli studiosi antifascisti che rifiutarono il giuramento di fedeltà al regime), Gina, scrittrice e medico, e Ugo, fisiologo. La sua vecchiaia fu funestata dallo svilupparsi in lui della malattia cardiaca angina pectoris, della quale egli, come medico, fu naturalmente pienamente cosciente. L'aggravarsi progressivo della medesima gli rese sempre più difficile svolgere l'attività che aveva sempre compiuto, fino ad impedirgli, gli ultimi tempi, persino la partecipazione a congressi e conferenze. Verso la mezzanotte del 18 ottobre del 1909 venne colpito dall'ultimo, fatale attacco e morì nelle prime ore del 19 ottobre nella sua casa torinese di via Legnano 26. La salma venne inumata nel Cimitero monumentale di Torino.
A Pavia, a Milano, a Firenze e a Torino esistono vie dedicate a Cesare Lombroso: a Pavia nei pressi dell'ospedale Policlinico San Matteo, a Milano nella zona est della città, a Firenze nei pressi dell'ospedale di Careggi, a Torino nel quartiere San Salvario.

### Il Museo di antropologia criminale
Presso l'Università degli Studi di Torino è attivo dal 1876 un Museo di antropologia criminale da lui stesso fondato.
Il museo contiene 684 crani e 27 resti scheletrici umani, 183 cervelli umani, 58 crani e 48 resti scheletrici animali, 502 corpi di reato utilizzati per compiere delitti più o meno cruenti, 42 ferri di contenzione, un centinaio di maschere mortuarie, 175 manufatti e 475 disegni di alienati, migliaia di fotografie di criminali, folli e prostitute, folcloristici abiti di briganti, persino tre modelli di piante carnivore. C'è anche lo scheletro di Lombroso, che egli, spegnendosi un secolo fa, volle lasciare alla scienza, così come il suo volto conservato sotto formalina (non esposto).
Il Museo nacque come raccolta di oggetti che Lombroso aveva accumulato lungo il corso di tutta la sua vita, custodendoli in un primo tempo nello spazio privato della propria abitazione. Non esistono quindi criteri selettivi espliciti e prestabiliti, ma solamente il tentativo di mettere del materiale insieme, preliminare alla collezione. La figlia Gina, nella biografia del padre, descrive bene questa attitudine: “Lombroso era un raccoglitore nato – mentre camminava, mentre parlava, mentre discorreva; in città, in campagna, nei tribunali, in carcere, in viaggio, stava sempre osservando qualcosa che nessuno vedeva, raccogliendo così o comperando un cumulo di curiosità, di cui lì per lì nessuno, e neanche egli stesso, qualche volta avrebbe saputo dire il valore”.
La raccolta di questi materiali, spesso macabri, passò anche per appropriazioni legalmente condannabili, come confessa lo stesso Lombroso: “Il primo nucleo della collezione fu formato dall'esercito, avendovi vissuto parecchi anni come medico militare, prima del '59 e poi nel '66, ebbi campo di misurare craniologicamente migliaia di soldati italiani e raccoglierne molti crani e cervelli. Questa collezione venne mano a mano crescendo, con i modi anche meno legittimi, dallo spolio di vecchi sepolcreti abbandonati: sardi, valtellinesi, lucchesi, fatto da me, dai miei studenti e amici di Torino e di Pavia”.
Dal 26 novembre 2009 il museo è aperto al pubblico, e quasi contemporaneamente è nata una campagna per chiederne la chiusura per supposta apologia di razzismo, cui hanno successivamente aderito un centinaio di città tra le quali: Assisi, Opera, Grosseto, Napoli, Bari, Lamezia Terme, Locri, Crotone, Cosenza, Catanzaro, Cerveteri, Aversa, Calitri Formia, Bitonto, Lavello, Siderno, Matera, Molfetta, Velletri, Gioia del Colle, Barletta, Terlizzi, Giovinazzo. Anche l'allora assessore al commercio del Comune di Torino si è inizialmente espresso a favore della sua chiusura, facendo però poi dietrofront in occasione del voto della Giunta per rinnovare la convenzione di gestione dei musei ospitati nel Palazzo degli Istituti Anatomici.
Alle critiche dei detrattori il Museo rispose sottolineando come lo stesso sia stato concepito con una "funzione educativa intesa a mostrare come la costruzione della conoscenza scientifica sia un processo che avanza grazie alla dimostrazione non tanto di verità, quanto della 'falsificabilità' di dati e teorie che non resistono a una critica".
Il comune di Motta Santa Lucia (CZ), paese natale di una delle persone i cui resti sono esposti nel museo, Giuseppe Villella, un detenuto per furto erroneamente scambiato per un brigante, ha ottenuto nel 2012 dal tribunale di Lamezia Terme una sentenza favorevole alla restituzione delle spoglie del suo concittadino, nonché al pagamento delle spese di trasporto e tumulazione, al fine di darne degna sepoltura. Tuttavia, a seguito del ricorso da parte dell'Ateneo torinese, nel 2017 la corte d'appello di Catanzaro ha ribaltato la decisione di primo grado, respingendo la richiesta del comune calabrese. Anche il comune di Sonnino ha chiesto nel 2010 la restituzione dei resti, alla sua comunità di origine, del brigante Antonio Gasbarrone, morto ad Abbiategrasso e fatto pervenire illegalmente a Lombroso affinché potesse usarlo per legittimare le sue teorie; la richiesta è sostenuta anche dall'ex calciatore Alessandro Altobelli. Il comune di Arcidosso invece riuscì a farsi restituire, nel 1991, dall'Università torinese, gli effetti del predicatore David Lazzaretti, fondatore del Giurisdavidismo al quale Lombroso aveva dedicato un articolo sull'Archivio di psichiatria credendolo matto.

## Teorie
Il pensiero di Lombroso si può riassumere genericamente in una sua famosa frase: «...il criminale è un essere atavistico che riproduce sulla propria persona i feroci istinti dell'umanità primitiva e degli animali inferiori».

### Genio e follia
Genio e follia furono due elementi che Lombroso associava.
All'inizio l'opera di Lombroso dovette combattere per sradicare i pregiudizi morali relativi alla delinquenza, ormai ben radicati nel substrato sociale. La maggior parte dei contemporanei continuava a considerare i delinquenti unicamente colpevoli, reputando irrilevanti gli studi di Lombroso. Nonostante ciò la teoria dell'equivalenza epilettica del delitto (o meglio, della sua componente epilettica) guadagnava terreno, benché proclamata relativamente tardi (ma già individuabile in testi quali Genio e Follia e Du démon de Socrate, 1836, del francese Lélut). L'interesse per il genio derivava anche da concezioni residue di stampo illuminista relativamente ad un'immagine della storia come "catastrofica" (nel senso greco di catastrophè), caratterizzata da subitanei rivolgimenti dovuti a cause naturali o individuali (cioè i genii), teoria avallata dall'evoluzionismo emergente contemporaneo a Lombroso, che tendeva a considerare a tal proposito i geni come una certa qual sottospecie di eroi.
In una pubblicazione di Lombroso al riguardo, Sulle malattie proprie degli uomini dati ai lavori intellettuali, è concepito il legame tra genio e follia, che aveva collegato a questi due fattori anche peculiarità fisiche riscontrate dal Lombroso nei pazzi. Nei vari manicomi in cui condusse le sue analisi, Lombroso, oltre a trovare le tare ed i difetti, le anomalie individuali, aveva trovato anche lampi di genialità e passione, coltivando ipotesi che per certi versi lo allontanavano un po' dalla teoria epilettica. Era stato molto colpito dalle idee dei pazzi, dai loro lavori ingegnosi e dai loro calcoli prodigiosi, continuando sulla strada secondo cui tra i pazzi abbonderebbero i fondatori di religioni e partiti come, ad esempio, Lutero, Savonarola e Giovanna d'Arco. Le distrazioni dei genii erano ritenute da Lombroso come momenti di assenza epilettica, così come le loro visioni notturne (in Dostoevskij, Maupassant, Musset), le malinconie (Voltaire, Molière, Chopin, Giusti), i tentativi di suicidio (Rousseau, Cavour, Chateaubriand), le megalomanie (Maometto, Colombo, Savonarola, Giordano Bruno), la timidezza (Leopardi), l'amore infantilistico (Dante, Alfieri, Byron).
Fisicamente i Lombroso asseriva la predominanza tra i geni di caratteristiche quali il pallore, la magrezza o l'obesità, l'essere rachitici, sterili o celibi, di cervelli per la maggior parte di volume superiore alla media e con deformità (come le suture anormali nel cranio di Volta); esistevano poi anche casi in cui i genii erano totalmente ed irreversibilmente pazzi, non soltanto in alcuni momenti o in manifestazioni latenti, si vedano gli esempi di Tasso, Gogol, Ampère, Kant e Beethoven. Tuttavia, insieme a queste analisi caratteriali, Lombroso sosteneva anche alcune teorie più opinabili, come ad esempio quella che le grandi variazioni barometriche e la canicola influenzerebbero la pazzia e le grandi scoperte o le osservazioni più acute (adducendo come esempi i casi di Malpighi e Galvani).
Dal 1876 divulgò la propria teoria antropologica della delinquenza nelle cinque successive edizioni de L'uomo delinquente, che successivamente espanse in un'opera in più volumi. Tra i massimi studiosi di fisiognomica, Lombroso misurò la forma e la dimensione dei cranii di molti briganti uccisi e portati dal Meridione d'Italia in Piemonte, concludendone che i tratti atavici presenti riportavano indietro all'uomo primitivo. In effetti, quella che sviluppò fu una nuova pseudoscienza che si occupava di frenologia forense. Egli dedusse che i criminali portavano tratti anti-sociali dalla nascita, per via ereditaria, cosa che oggi si considera del tutto infondata. Da notare che Lombroso aveva sviluppato la teoria dell'atavismo un anno prima della pubblicazione de L'origine delle specie di Darwin (1859).
Di fatto il suo lavoro nella prima metà del XX secolo venne strumentalizzato nel contesto dell'eugenetica e da certe forme di "razzismo scientifico". Lombroso sostenne sempre con forza la necessità dell'inserimento della pena capitale all'interno dell'ordinamento italiano. Riteneva infatti che se il criminale era tale per la sua conformazione fisica, non fosse possibile alcuna forma di riabilitazione, individuando in tal modo l'obiettivo cui il sistema penale doveva tendere per la sicurezza della società.
Alcuni degli studi più strani effettuati da Lombroso nel corso della sua vita di ricercatore furono La ruga del cretino e l'anomalia del cuoio capelluto, L'origine del bacio, Perché i preti si vestono da donne. Nel 1891 pubblicò, in collaborazione con Filippo Cougnet, un libro intitolato Studi sui segni professionali dei facchini - Il cuscino posteriore delle ottentotte - Sulla gobba dei cammelli - Sulla gobba degli zebù e nel 1896 un lavoro su Dante epilettico. Un importante collaboratore "involontario" di Lombroso nei suoi studi fu Giuseppe Villella, nato a Motta di Santa Lucia e morto presumibilmente a Pavia, pluripregiudicato per incendio e furto e sospettato di brigantaggio. Fu dallo studio autoptico del suo cadavere che Lombroso scoprì la cosiddetta "fossetta occipitale mediana": l'anomalia della struttura cranica fonte, a suo dire, dei comportamenti devianti del "tipo criminale". Anche i resti di Lombroso sono conservati nel Museo di antropologia criminale "Collezione Lombroso" presso l'Istituto di medicina legale a Torino, per sue ultime volontà: l'intero scheletro in una teca e la testa, priva di cranio, in formalina.

### I mattoidi
Negli individui definiti dal Lombroso "mattoidi" si diversifica l'impulsività epilettica, rispetto agli accessi impulsivi e preminentemente contraddittori caratteristici dei criminaloidi. Questi soggetti vengono accostati al cosiddetto "genio", caratterizzato dall'istantaneità creativa dell'ispirazione, dall'irresistibilità all'estro, dalle assenze e dall'amnesia, ricordando come caratteristica principale dell'intelletto geniale quella che il Lombroso definiva "creazione incosciente" (non a caso accostata al fenomeno singolare dell'epilessia). La classe dei mattoidi era quella situata esattamente sul confine tra saviezza e follia, caratterizzata da una paranoia a sé stante, indipendente da quelle che le sono vicine. Infatti, a differenza dei pazzi comuni, i mattoidi conducono una vita normale, sebbene castigata in certo qual modo. La loro sobrietà, in quanto innaturale e forzata, può talvolta raggiungere l'eccesso, avvicinandoli a certi geni del bene o grandi pensatori, con i quali, precisa il Lombroso, essi non hanno nulla in comune, facendogli così guadagnare il favore delle folle. Sono tipi umani concentrati sull'ordine, pedanti, abili e di buon senso nella quotidianità, al punto che sono capaci di occultare la loro follia. Spesso il loro ruolo sociale è quello di patrioti o spiriti umanitari, capaci di influenzare le folle con la loro audacia e le loro fanatiche convinzioni.
Tipiche dei mattoidi erano considerate le tendenze metafisiche, la passione delle minuzie, la smania paranoica del voler rinvenire una ragione logica in cose che fondavano su altri elementi la loro esistenza. Ad un'analisi più attenta risulta chiara l'influenza, nell'analisi di questi personaggi da parte del Lombroso, dell'impostazione positivista, che procedeva elencando pedissequamente le peculiarità di questa classe, facendovi rientrare uno straordinario numero di individui. Il loro modo di ragionare procedeva per analogia, giochi di parole ed immagini poetiche, un vasto campionario della loro irrazionalità sarebbe dovuto al "fanatismo economico" (che aveva preso il posto di quello religioso), di carattere socialista ed anarchico. Ma, oltre all'elemento epilettico ed al fattore ambientale, il Lombroso riteneva che l'eziologia del delitto non potesse essere ridotta a questi due termini, lasciando da parte il fattore genetico ed embriogenetico.
Perciò introdusse anche l'elemento ereditario, distinguendo l'eredità diretta, dei fattori criminaloidi, vale a dire quella derivata direttamente dai genitori, e quella indiretta, derivante invece dalla famiglia degenere, che influivano sulla formazione del criminale come il clima sui delitti; infatti, secondo il Lombroso, i mesi caldi favorivano i delitti di sangue, mentre i cambiamenti di tempo e l'avvicinarsi delle tempeste predisponevano agli attacchi epilettici. Tra i delinquenti nati (epilettici, pazzi morali irriducibili) ed i delinquenti pazzi (dipsomani, isterici ed allucinati) si collocano quindi i criminaloidi, cui non mancano istinti inibitori e sono riducibili quantitativamente quelli egoistici. Socialmente parlando, il Lombroso riteneva che attività quali il commercio, la politica e la vita militare li facilitassero nel delitto, che la paura della pena avesse il potere di frenarli, mentre, una volta in carcere, venissero irreversibilmente trasformati in rei d'abitudine.

### I caratteri atavici
Al centro della nuova scuola antropologica stavano le concezioni del Lombroso a proposito dell'uomo delinquente, distinto dall'alienato non delinquente, concepito dapprima come un superstite selvaggio. Oltre al delinquente nato c'erano, per il Lombroso, il mattoide ed il delinquente di occasione. Antropologicamente il delinquente appariva come un primitivo più prossimo ai primati infraumani, capace di compiere azioni un tempo ritenute oneste, ma considerate delitti dalla società contemporanea con la quale si trova a contatto. I caratteri che manifestano l'atavismo e la degenerazione sarebbero esplicitati fisicamente dalla presenza di caratteristiche quali le grandi mandibole, i canini forti, gli incisivi mediani molto sviluppati a discapito dei laterali, i denti soprannumerari o in doppia fila (come nei serpenti), gli zigomi sporgenti, le prominenti arcate sopraccigliari, l'apertura degli arti superiori di lunghezza superiore alla statura dell'individuo, i piedi prensili, la borsa guanciale, il naso schiacciato, il prognatismo, le ossa del cranio in soprannumero (come negli Incas, nei Peruviani e nei Papua) ed altre anomalie fisiche e scheletriche nonché caratteri funzionali diversi da quelli dell'uomo evoluto; ad esempio una minore sensibilità al dolore, una più rapida guaribilità, maggiore accuratezza visiva e dicromatopsia ed anche tatuaggi ed accentuata pigrizia.
Nei cosiddetti "normali" non sarebbero riscontrabili cotante anomalie funzionali e costituzionali, come provato dalla comparazione tra 340 grandi criminali e 711 soldati. La convinzione del Lombroso era quella che finanche l'utilizzazione dei ritrovati della civiltà fosse per il delinquente mezzo di appagamento di istinti egoistici, antisociali ed impulsivi. Dal punto di vista strutturalistico l'analisi condotta comportava le conclusioni che, essendo considerato delitto presso i selvaggi ed i primitivi il gesto che infrange l'usanza, se nell'uso fossero passate azioni per noi criminose non vi potesse esser modo di qualificare come "delinquente" chi le commettesse, in quanto ormai parte dell'usanza della comunità. Per il Lombroso il delinquente nato s'identifica col delinquente epilettico, nonché col pazzo morale e fornisce, come variazione antropologica, il delinquente alienato. Il delinquente è caratterizzato dall'assenza del senso morale (insensibilità, cinismo, apatia) e dell'imprevidenza. Il delinquente di abitudine ha sue proprie caratteristiche attenuatamente patologiche, perciò assimilabile a delinquente per passione, che agisce in seguito ad un offuscamento momentaneo del senso morale e, tuttavia, non è mai recidivo.
A differenza di quest'ultimo il delinquente d'occasione ha congenito uno scarso senso morale e può diventare con ogni probabilità recidivo. Cause esterne del delitto erano, per il Lombroso, le condizioni sociali, le influenze climatiche, la mancanza di un'educazione morale e sociale, la miseria, i difetti di legislazione. Vi erano tuttavia anche cause innate, interne all'individuo o acquisite dallo stesso nel corso della propria vita, quali ad esempio le lesioni del capo, le malattie che aggrediscono l'asse cerebro-spinale, ma anche l'alcolismo e tutte quelle patologie che si manifestano dal punto di vista psichico come caratteri di arresto dello sviluppo e disordini nell'intelligenza e nell'affettività più propriamente.

### La patologia femminile
Sono da menzionare anche le analisi compiute dal Lombroso riguardo alle patologie femminili, completando il richiamo all'evoluzione, nell'affermazione che la donna avrebbe minori "stigmate degenerative", perché le sue caratteristiche psichiche e fisiche tendono a variare in misura minore che negli individui maschi. La minore frequenza del tipo criminale della criminalità-nata nel soggetto femminile non era tuttavia abbastanza per impedire la creazione di un'immagine poco morale della donna. Accanto alle constatazioni più propriamente fisiologiche questa volta si trovarono a confronto anche fatti e credenze di costume sociale: ad esempio il fatto che l'equivalente femminile degli atavismi maschili potessero essere più che il delitto, azioni quali la prostituzione, parallelo femminile del furto nell'uomo. Così il passo dai problemi fisio-antropologici a quelli sociali ed etici era molto breve e potrà aiutarci nella riflessione il considerare la posizione del Lombroso: preminentemente scienziato, incline all'emancipazione femminile nel combattere le coercizioni crudeli di sempre che accrescevano la condizione di sottomissione della donna.
L'analisi partiva, statisticamente, dal rapporto di ciascun campione con un tipo di donna definita "normale" (come gli scarti dei valori statistici dalla media aritmetica). L'anatomia e la biologia della donna erano strumenti di conferma della sua inferiorità di statura e peso dopo la pubertà, rispetto al maschio; molteplici furono le osservazioni sui vari organi, sul sangue e sul suo contenuto in globuli rossi (inferiori nella donna), sul cranio e sul peso del cervello. L'analisi psicologica invece è dominata da un atteggiamento strutturalista; secondo i più la donna sopportava meglio le disgrazie, era più irritabile e sovente dominata dall'amore materno, anche indiretto. Secondo il Lombroso caratteristiche proprie del genere femminile erano il misoneismo, l'intelligenza automatica ed intuitiva, l'iracondia e la coscienza giuridica nonché la propensione "ciarliera". La definizione della degenerazione femminile e delle forme patologiche di interesse ai fini dell'opera fondava il proprio agire sulle ricerche anatomo-patologiche, considerate di maggiore utilità rispetto all'antropometria cranica; le anomalie patologiche degne di nota erano: apofisi ingrossate, bozze temporali, parietali ed occipitali molto sviluppate, fronti sfuggenti o strette, fossette occipitali, platicefalia, prognatismi, sclerosi craniche, zigomi sporgenti, ossa wormiane. Molti studi condotti sulle 'prostitute' rilevarono la presenza di patologie quali asimmetria cranica, troncocefalia, idrocefalia e soprattutto altre anomalie del cranio e dei denti.
Le criminali-nate erano, secondo il Lombroso, in minor numero ma spesso di maggior efferatezza dei criminali-nati (maschi), alcuni elementi poco presenti nell'eziologia dei delitti maschili (ad esempio la premeditazione) sarebbero invece presenti in modo evidente nei gesti scellerati delle donne, portando alla predominanza del delitto passionale egoistico e del suicidio. Quantunque da un'attenta osservazione dei dati statistici rilevati possano sembrare affrettate, le conclusioni del Lombroso su questo tema vanno tenute comunque in considerazione, se non altro per il fatto che hanno dato inizio all'analisi di queste tematiche (ponendo l'accento anche sull'aspetto più biologicamente sessuale) in un periodo in cui questa classe di problemi incominciava appena ad essere considerata scientificamente dal punto di vista medico ed anatomo-fisiologico.

### I delinquenti e il fattore epilettico

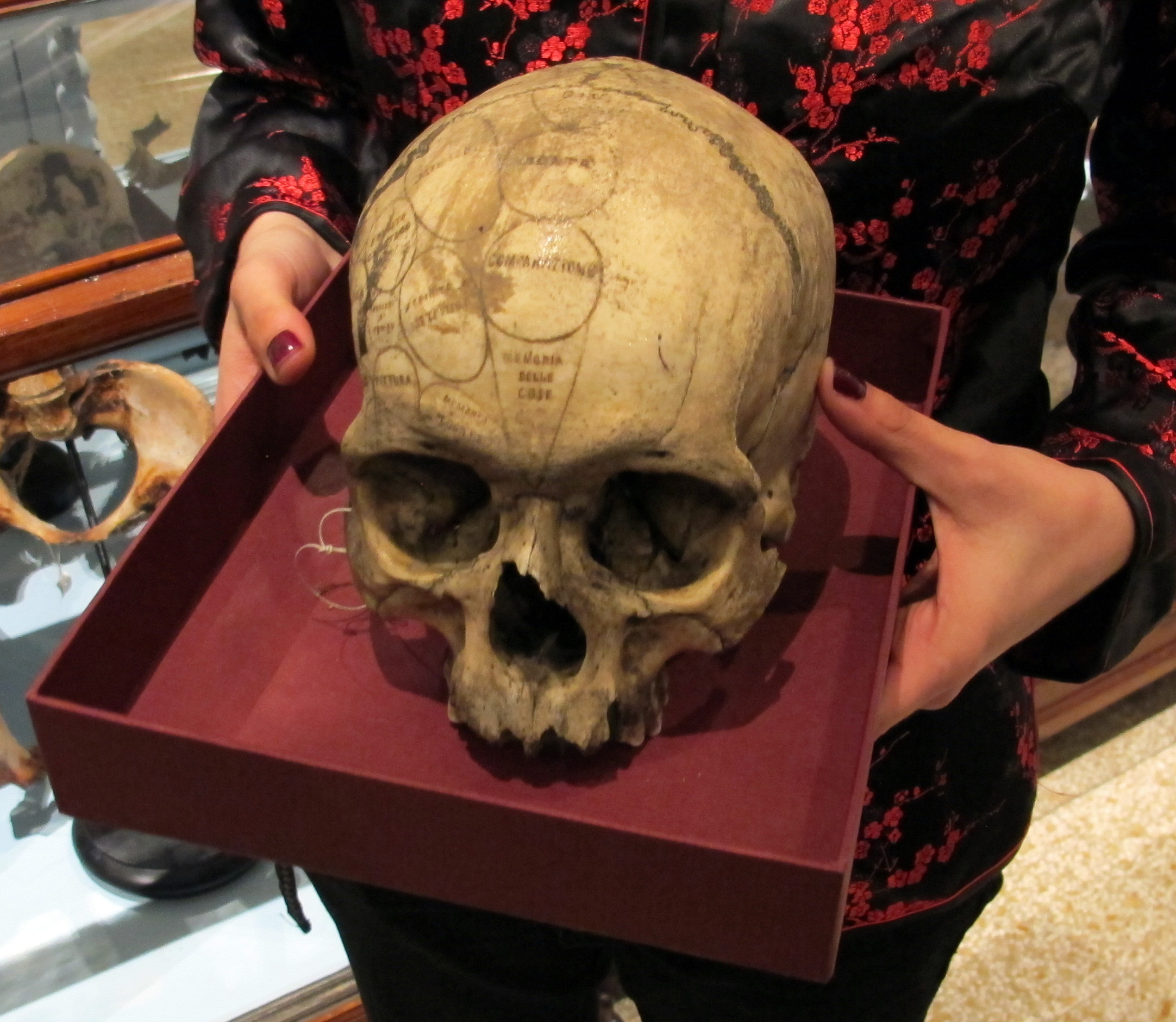
Esempio di cranio lombrosiano (Museo di storia naturale sezione biomedica, Firenze)

Già in tempi relativamente precedenti alle elaborazioni del Lombroso, studiosi quali il Maudsley asserivano che la criminalità è una varietà di neurosi e che i delinquenti fossero degenerati ereditarii. Le cause della degenerazione potevano essere ricondotte in primis all'alcool ed alla pellagra ma anche elementi quali industrie, professioni, miserie, non andrebbero scartati. Il Lombroso proseguì sulla strada già intrapresa dall'Antonini, che sosteneva che tutte le degenerazioni sarebbero osservabili per alterazioni fisiche, intellettuali e/o etiche. Nella formulazione più propriamente 'definitiva' dell'uomo delinquente mancavano però ancora due elementi; vale a dire il fattore epilettico e la varietà politica. Il primo di questi due elementi testimonia evidentemente l'affievolirsi dell'elemento storico ed il sopravvento della visione strutturalistica tipico dell'ultima fase del positivismo, elemento suggerito a Lombroso da due suoi casi.
Il primo era quello di un nobile, le cui "stranezze sadiche" furono considerate dal Lombroso come equivalenti all'accesso epilettico, il secondo era quello della strage compiuta tra i commilitoni dal soldato calabrese Misdea, che inoltre, al risveglio dopo il fatto delittuoso non mostrava né completa incoscienza (come i malati di epilessia), né alcun rimorso (comportandosi dunque come i delinquenti nati). Le discussioni riguardo l'influenza del fattore epilettico sul gesto delinquenziale fervevano già dal decennio precedente a questi due casi, quando l'analisi più propriamente scientifica del fenomeno dell'epilessia aveva condotto ad innovative quanto inquietanti scoperte, sia per l'immensità dell'orizzonte medico e patologico, sia per gli opinabili metodi di sperimentazione. L'epilessia appariva agli studiosi come la spiegazione dell'arresto di sviluppo riscontrabile nei delinquenti e della pazzia morale nel suo scatenarsi accessuale. L'attenzione era concentrata sulle anomalie ataviche, sulla sclerosi cronica, sulla submicrocefalia, sulle asimmetrie, sullo strabismo, sull'omodontia ed inoltre sull'eccessiva agilità, sull'ottusità sensoriale e sulla ristrettezza del campo visivo. Secondo quanto si credeva allora l'epilessia (nella sua forma di attacco convulsivo, improvviso, reiterato, accompagnato da incoscienza) era provocata da irritazione del midollo spinale o dei lobi laterali dell'encefalo.
La delinquenza era quindi paragonata ad una trasformazione dell'epilessia, classificando così la delinquenza stessa tra le forme di epilessia, provocata dall'eccitazione dei lobi frontali della zona motoria. Furono quindi coniati termini come "epilessia larvata", "epilessia psichica" o "epilettoidismo". Essendo questa un'affezione congenita della corteccia cerebrale il compimento di certi delitti coincideva col manifestarsi di certi altri tipi di epilessia, anche con caratteristiche diverse tra loro. Le forme più oscure di delinquenza andavano allora ricondotte ad un'epilessia psichica. Si diceva "prolungando l'accesso psichico all'infinito si ottiene il pazzo morale, il delitto diventa per lui un bisogno". A tale proposito il Roncoroni trovò un'anomalia istologica dello strato granulare profondo, inversione degli strati piramidali e delle piccole cellule. La conclusione logica era che il delinquente non era che un malato. Il Lombroso studiò la fisionomia di 410 epilettici e vi trovò in un quarto dei casi la convivenza dei caratteri degenerativi attribuiti ai delinquenti. Da queste convinzioni deriva la teoria che gli accessi degli affetti da epilessia sarebbero paragonabili a quelli dei pazzi morali. La molteplicità ed indipendenza dei centri corticali motivava la varietà delle epilessie, legate alla diminuita azione direttrice dei centri superiori ed all'aumento dell'eccitabilità dei centri sottoposti.

### Il delitto politico
Sono testimoniate le ricerche compiute da un assistente del Lombroso, Virgilio Rossi, riguardo ai rapporti esistenti tra rivoluzioni, clima, razze, stagioni ed ambiente geografico, elementi da cui muove l'elaborazione teorica riguardante il concetto stesso di 'delitto politico' ad opera del Lombroso, che non si limita a definirlo, esplicitandone le probabili cause. Il delitto politico era considerato dal Lombroso come una 'forza' all'interno del corso storico; quest'ultimo, come ogni evento in natura, segue una legge d'inerzia che tende a far persistere le cose nel modo in cui si trovano in un determinato momento: avviene un delitto politico quando a questo procedere naturale si oppongono altre forze dovute al dinamismo storico, che segnano un brusco cambiamento dal passato. Il delitto politico è un gesto che attenta alla compagine di regole stabilite, alle tradizioni storiche e sociali esistenti, urta bruscamente contro la legge d'inerzia e si opera sempre per ideali grandiosi contro un'istituzione che impedisce l'ulteriore progresso di un popolo.
Occorre però distinguere tra 'rivoluzione' e 'rivolta', in quanto la prima è espressione storica dell'evoluzione contro una causa di oppressione atroce, la seconda è l'opera di una minoranza che eccede in filoneismo o misoneismo (a seconda dei casi) al fine di imporre delle idee non volute dalla maggioranza. Il Lombroso considerava però che entrambe queste manifestazioni avessero una causa comune: i climi, le razze, le religioni, la miseria, potevano fornire talora i motivi di una rivoluzione, talaltra quelli di una rivolta. Secondo il Lombroso i mesi estivi favorivano le rivoluzioni e le rivolte, le montagne sarebbero state "habitat" di conservatori e controrivoluzionari, mentre invece le colline ospiterebbero geni e rivoluzioni, i popoli agricoli sarebbero misoneici, quelli industriali filoneici, la lotta di classe sarebbe il maggiore fattore di rivolta. Non andava sottovalutato nemmeno il fattore psicopatico, in quanto l'imitazione ha un ruolo non poco importante nella riuscita di una rivoluzione o di una rivolta.
Fattori quali la miseria rafforzerebbero i misoneisti in un paese povero, ed i filoneisti in un paese ricco, contrariamente a quanto si potrebbe pensare. Delinquenti politici erano quindi quegli uomini che abbraccian la bandiera del progresso. Dopo che il Lombroso ebbe letto L'idiota di Dostoevskij (genio epilettico) gli fu confermata la tesi dell'esistenza di un nesso tra epilessia, genio e pazzia. Le opere che nacquero da queste analisi sono: Genio e Follia (1872), Nuovi studi sul Genio (1902), dove sono approfondite le notizie su personalità storiche quali il Manzoni, Cristoforo Colombo, Cesare Beccaria, Tolstoj, Petrarca ed altri.

### La criminalità evolutiva
Nella fase più matura del suo pensiero, dopo il 1890 e sotto la spinta di clamorosi fatti di cronaca quali lo scandalo della Banca Romana (1892-93), Lombroso giunse ad elaborare il concetto di criminalità evolutiva, quale forma di delinquenza propria della civiltà avanzata. Egli individuò nei reati economici, nella truffa in particolare, la manifestazione delinquenziale tipica delle società moderne. Nel saggio del 1893 intitolato Sui recenti processi bancari di Roma e Parigi, scritto con Guglielmo Ferrero, affermò che: «...la truffa è una trasformazione evolutiva, civile, se si vuole, del delitto, che ha perduto tutta la crudeltà, la durezza dell'uomo primitivo di cui il reo-nato è l'immagine, sostituendovi quell'avidità, quell'abito della menzogna, che vanno sventuratamente diventando un costume, una tendenza generale, salvo che in costoro è più concentrata e con intenti più dannosi (...) Invero se passiamo dalle vallate remote alle città e dalle città piccole alle capitali, vediamo, dal più piccolo al più grande, farsi sempre più gigante la menzogna commerciale, la truffa, insomma, in piccola scala; e nelle società più elevate, sotto forma di Banche per azioni, la truffa vera, gigantesca, è in permanenza alle spalle dei gonzi, garantita coi nomi più altisonanti e più venerati se non venerabili».
Lombroso si rendeva conto che per spiegare tali fenomeni non si poteva ricorrere ai caratteri criminali atavici o degenerativi, ma occorreva considerare la figura del delinquente occasionale, su cui influivano soprattutto fattori ambientali, sociali e culturali, in questo anticipando gli studi sulla criminalità economica, che avrebbero trovato una matura espressione circa mezzo secolo più tardi.

### La psicologia collettiva
Il Sighele, considerato uno dei fondatori della psicologia collettiva in Italia, riconobbe i meriti del Lombroso in questo settore. Infatti il Lombroso anticipò, per certi elementi, la vera e propria psicologia collettiva: secondo lui l'aggregato non riproduceva sempre pedissequamente i caratteri degli individui che lo compongono (tesi invece sostenuta dallo Spencer), ma talvolta li modificava, snaturandoli in modo peggiore o migliore del loro stato naturale; un esempio addotto come probante era quello che in un gruppo di persone 'onorate' solitamente non si osserva la somma delle loro virtù, bensì la loro sottrazione.
Secondo il Sighele le opere più rappresentative del Lombroso per quanto riguarda la psicologia collettiva sono Il delitto politico e le Rivoluzioni e La Delinquenza nella Rivoluzione Francese, dove vengono considerati accuratamente i rapporti tra follia e criminalità, la follia endemica ed epidemica nel contesto delle rivolte e delle rivoluzioni, i criminali politici per suggestione epidemica delle masse, l'anima collettiva e l'influenza che ha su di essa il fenomeno dell'imitazione, del contagio morale e della suggestione, l'obiettivo nobile che si ritiene perseguibile unicamente e doverosamente attraverso i reati, in linea con la convinzione che la psicologia delle scienze, come quella delle leggi e delle istituzioni in genere fosse un ramo di una psicologia delle menti associate, quasi una struttura sovrapposta alla più diretta psicologia delle menti individuali.

### Il fattore antropologico

#### L'influenza dell'antropologia positivista
È innegabile il ruolo preminente occupato, almeno all'inizio, dal fattore antropologico nell'elaborazione della metodologia del Lombroso. Occorre inoltre considerare il contesto all'interno del quale si è sviluppata tutta la sua teoria, vale a dire quello positivistico, che promulgava la predominanza dell'intelletto e della ragione, della misurabilità e dell'approccio scientifico come l'unico dotato di innegabile realismo e veridicità in opposizione a tutto ciò che lo aveva preceduto. In questo ambito risultano giustificati gli interessi del Lombroso per materie quali la razziologia, l'antropometria, l'etnologia e la morfologia umana, tutte materie, tra l'altro, riconducibili al più vasto ambito dell'antropologia generale, che essa stessa, sotto influenza positivistica, vede accentuata la sua connotazione biologica e somatica, rispetto a quella filosofica e culturale, in realtà parimenti importante.
I documenti a cui rifarsi per comprendere appieno quale fosse il clima antropologico che ha influenzato il Lombroso possono essere l'Antropologium di Magnus Hundt (scritto risalente al 1501, molto rivalutato in epoca positivista), L'unità della specie umana del Quatrefages (che può essere considerato un compendio delle tesi previamente esposte da personalità quali Louis Agassiz e Broca), nonché il materiale ricavato dal Morton, da Gliddon e da Nott (ad esempio Types of mankind del 1854, oppure Indigenous Races of the Earth del 1858, ed infine Essai sur l'inégalité des races humaines del Gobineau, 1855). Va tuttavia considerato testo chiave dell'influenza antropologica il saggio di Charles Darwin On the Origin of species, giustamente ritenuto pietra miliare della nuova era antropologica e biologica. C'è da dire inoltre che l'interpretazione positivistica del Lombroso accantona il travaglio filosofico dello storicismo del Vico circa il graduale passaggio dal cosiddetto 'stato ferino' a quello umano, preferendo orientarsi verso un'ipotesi scientificamente monogenista, insistendo anche su Linneo (1735), che inseriva tra gli antropomorfi anche creature quali l' Homo Sapiens, l' Homo Nocturnus e l' Homo Caudatus, ammettendo un principio di mutamento, con la sparizione delle specie antiche e la nascita di nuove, che per certi versi è rintracciabile anche nello stesso Darwin. In questo modo il Lombroso iniziò a colmare il vuoto che rimaneva tra lo studio della mente umana e lo studio del corpo, interessandosi ai fattori linguistici e più scientificamente umani dei soggetti esaminati.
Erano già stati pubblicati dal Morton nel 1839 i suoi studi sui crani americani ed egiziani, nonché quelli del Davis per i crani britannici, dal momento che la craniometria aveva assunto una certa qual importanza, dopo il suo sviluppo nel Settecento, quando la concentrazione era focalizzata sulla posizione del foro occipitale e sulle differenze tra il cranio umano e quello antropoide, ed in seguito quando si stabilì attraverso misurazioni comparate come le razze formino una scala gerarchica il cui gradino inferiore si collega a quelle antropomorfe. Il Lombroso, dal canto suo, attribuiva grande importanza all'opera di Paul Broca del 1860, che pubblicò le sue norme per indagini antropologiche, giacché gli ideali di operosità ed attività antropologica e di ricerca del Lombroso affermavano che il metodo positivo rappresentasse una tappa fondamentale nel sapere, in quanto fondato sulla misura, per lui sinonimo di obiettività e possibilità di valutazione intersoggettiva comune, unità di metodo e, per certi versi, maggiore certezza di risultati (sempre rispetto alle metodologie di ricerca passate).

#### Divulgazioni e deformazioni delle teorie
A cavallo tra Ottocento e Novecento si può riscontrare un'integrazione tra i concetti di "Uomo Delinquente" e "Uomo Genio", con un ulteriormente accresciuto peso accordato alla tesi dell'epilessia, la cui analisi antropologica si andava estendendo ad un campione molto vasto, anche grazie all'operato di quelli che si potevano ormai definire "seguaci" del Lombroso. Bisogna dire che sul piano naturalistico le elaborazioni lombrosiane hanno sempre mantenuto la loro coerenza, perché costantemente riferite agli iniziali lavori zoologici compiuti ed esaminati dal Nostro (anche attraverso lo studio del Roux e del Mečnikov) che lo portavano alla conclusione che cervello ed intelligenza siano inversamente proporzionali a stomaco, muscoli ed ossa, vale a dire quanto più si sviluppano i primi, tanto più vengono trascurati i secondi e viceversa. Di conseguenza la genialità comporterebbe una certa qual degenerazione, individuata dal Lombroso proprio nella sua caratteristica epilettoide, testimoniata sia da analogie nelle caratteristiche somatiche e psicologiche sia da genii che sicuramente soffrirono di epilessia, sia dall'incoscienza del momento creativo, nonché da certe somiglianze tra le caratteristiche delle personalità esaminate.
Tuttavia questo procedimento per analogie e comparazioni si rivelò fallace nel momento in cui i suoi seguaci tentarono di indagare in modo indipendente, al fine di dare riscontro sperimentale alle loro teorie. Ne può essere un esempio l'ampliamento dell'intuizione del Moreau con la paradossale applicazione del Nordau di quelle teorie all'arte (sostenendo, quest'ultimo che le direzioni della moda nell'arte e nella letteratura fossero dovute alla degenerazione dei loro autori, e che gli ammiratori si appassionassero per manifestazioni derivanti da pazzia morale), oppure i tentativi di spiegazione fisiologica della genialità nel Flechsig, nel Gallerani, ma anche la teoria biologica di Morselli e Venturi (che consideravano i genii come variazioni divergenti in senso progressivo, e le teorie sociologiche di autori quali Galton e J.M.Baldwin. Quelli che più si mantennero vicini alla metodica lombrosiana furono il Roncoroni (un tempo collaboratore nel Lombroso), l'Arndt ed il Myers, che individuarono relazioni specifiche tra genio e paranoia; il Sergi ed il Simons concentrarono le loro attenzioni su input lombrosiani riguardo alla precocità del genio, alla genialità della donna ed alla longevità dei genii (Thayer), nonché a manifestazioni quali i sogni del genio (Morselli).
Il fenomeno della genialità, sfuggendo ad un'analisi sistematicamente scientifica, richiedeva un approccio di 'svisceramento antropologico' che tentava di suddividere le fasi della creazione geniale (come ad esempio nel Del Greco). In quel periodo la fama del Lombroso era divenuta notevole a livello del grosso pubblico borghese cui non dispiacevano neppure taluni aspetti del suo socialismo conservatore; i quotidiani ospitavano articoli di grandi e noti studiosi; negli Stati Uniti nacque una serie di saggi su vari periodici (quali Open Door e Popular Science Monthly), ma anche in Russia e in Germania (Zukunft e Freie Welt), che deviarono poi la loro attenzione sull'analisi dell'estrinsecazione simbolica di sentimenti e stati d'animo attraverso gesti come il bacio, il saluto ed altri gesti di plauso, tappe fondamentali di quella che sarà la successiva evoluzione superorganica.

### Il Metodo
Il fattore antropologico, messo in primo piano dall'opera del Darwin, contribuiva a saldare la cultura italiana a quella europea all'interno del fervore positivistico, tramite il dilaceramento, nel decennio decisivo del Risorgimento, tra Chiesa e Stato, dovuto alla troppa attenzione posta al piano scientifico, ed alla carenza di analisi sul piano spirituale. Per quanto riguarda il Lombroso sappiamo che non si discostò dal clima della sua epoca, vale a dire che aderì al credo ed alla visione scientifica positivista, concentrandosi sull'antropologia che, a suo avviso, aveva ereditato e raggiunto lo scopo della filosofia, attraverso la ricerca nelle misure e nell'empiricità, quelle conclusioni per tanto tempo ricercate nelle combinazioni astratte spesso influenzate dalle tradizioni; per il Lombroso l'antropologia costituiva il fondamento del positivismo evoluzionistico erigendosi, sempre a suo avviso, come una sintesi di: anatomia, geologia, archeologia, linguistica, storia e statistica. Risulta coerente con questa piattaforma ideologica la conclusione, condivisa del Lombroso, che il medico avesse delle applicazioni del tutto ovvie, giacché, abituandosi ad introdurre i fattori numerici e le misure nella sua attività clinica e di ricerca nello studio della psiche, si apre alla medicina legale ed alla psichiatria un campo inesplorato, fatto di indagini in cui sostituire alle precedenti fraseologie fondate su una 'irrisoria sperimentazione' lo studio della craniometria, del peso del corpo, restituendo, dunque, il medico a sé medesimo.
Dal punto di vista spiritualistico, evidentemente sopraffatto sul terreno ideologico e culturale, a causa della presunzione di indipendenza della cultura positivista, soltanto il Rosmini manteneva il baluardo della necessità di utilizzare l'antropologia ai fini dell'indagine filosofica e morale, dai più considerata nemica. Il Lombroso, dal canto suo, formulò un discorso sulle razze originale ed abbastanza aggiornato per gli standard dell'epoca, ma che ebbe scarso seguito, a causa della limitatezza della borghesia progressista, nonché per l'onestà scientifica e lo spirito critico che gli impedirono di formulare tesi eccessivamente rigide e nette al riguardo. Va però sottolineato il fatto che l'antropologia fu per lui più che un metodo una vera e propria episteme, in cui convergevano senso storico ed esigenze strutturalistiche, fiducia nella statistica e sperimentazione, visione evolutiva e materialistica, fede nel progresso e nel miglioramento dell'umanità (toccando anche temi proposti dal Cattaneo).

### L'uso della statistica
La convinzione dei realisti circa l'esistenza dei fatti indipendentemente dalla loro interpretazione, contribuiva massimamente a formare il metodo sperimentale delle scienze biologiche, che consisteva nell'analisi dei fatti, alla stregua di qualsiasi altro fatto storico, come evento o serie di eventi. La sperimentazione vera e propria della singolarità di ogni evento si attuava come riscoperta di eventi analoghi a quello considerato o in catene casuali rinvenute parzialmente nella natura, quindi non prodotte sperimentalmente dall'uomo; questo perché era preminente la concezione dinamica della natura come storia (che rimanda alle teorie del Vico, di cui sappiamo il Lombroso sempre fu grande ammiratore). L'analisi storica o genetica, costituente il metodo allora definito 'storico' si annullava però quando lo studioso andava a ricercare le eziologie o le catene genetiche comuni, volendo trascendere l'elemento storico e temporale, anziché insistere sulle peculiarità individuali del presente.
Gli individui si trasformavano allora in classi, strutture, astrazioni, appariva palesemente il ripetersi delle vicende con un ritmo che ricorda l'anaciclosi polibiana, e che, in quel tempo, rassicurava sull'esistenza di un sapere sicuro al punto di essere operativo e dimostrabile sulla base dello schema intuito con la sperimentazione, derivata alle tecniche mediche dalle scienze biologiche, a conferma delle loro convinzioni realistiche. Il divenire e la dialettica venivano così assimilati a lotta per l'esistenza ed evoluzione, gli antichi valori venivano travasati nella fede nella scienza, riempiendo la pedagogia di medicina e d'igiene anziché di sapere e buon senso. L'enciclopedismo conferiva alle individualità biologiche oggetto d'analisi non solo carattere di individui empirici, ma di più grandi organismi, generi e specie e famiglie, concepiti come realtà effettivamente esistenti.
A tale proposito la statistica, attraverso la quantificazione dell'omogeneità o analogia tra gli individui, sembrava essere il migliore degli ausili al fine dell'analisi scientifica e della creazione di una fisionomia organica delle astrazioni dei dati sperimentali. Fondamentale fu la teoria di Adolphe Quetelet che, dal 1835, accostava al concetto di specie quello più propriamente statistico di "uomo medio", elaborato in una serie di lavori statistici ed antropometrici da cui si evince che le variazioni relative ai caratteri quantitativi sono in realtà variazioni in difetto o in eccesso rispetto ad un valore rappresentato dalla media aritmetica di tutti quelli trovati; dunque le deviazioni dalle medie, se riferite ad un numero significativo di individui, erano paragonabili a quelle che si presentavano nelle misurazioni compiute in ambito fisico per le misure di precisione. Questi elementi vennero tenuti a modello dal Lombroso nel corso delle sue indagini, infatti egli cercò di applicarli alla realtà italiana ed a quei settori che maggiormente lo interessavano (i.e. il cretinesimo e le alienazioni), riconvergendo inevitabilmente in quella che è la legge dell'errore formulata dal Gauss.

### Tipologia criminale e rimedi sociali
La scuola penale positiva e quella lombrosiana avevano, dopo la diffusione delle loro ricerche, stabilito una sorta di terminologia; i "delinquenti d'occasione" erano quelli che trasgredivano la legge per caso, i "delinquenti d'abitudine" erano invece quelli occasionali recidivi, i "rei latenti" quelli cui ancora non si era presentata l'occasione di delinquere, sebbene per circostanze o predisposizione potessero più facilmente esserne trasportati; socialmente si era considerato che a questo tipo appartenessero soggetti quali prostitute, marinai, artigiani, soldati e professionisti. I "delinquenti per passione" invece delinquevano per una certa qual causa altruistica, al fine di sottrarre dal pericolo una persona amata, assolutamente senza premeditazione, spesso ripiegando nel suicidio rendendo circolare il gesto delittuoso. L'istruzione, secondo il Lombroso, diminuiva i reati di sangue ed accresceva invece quelli di truffa e sessuali; la religione, secondo il Lombroso, era aliena da qualunque influenza sul gesto scellerato. Anche alcune malattie provocate dalla povertà avrebbero avuto un'influenza sul gesto criminale, ad esempio patologie quali la pellagra, l'alcolismo, la scrofola e lo scorbuto.
Secondo il Lombroso la donna era propensa a compiere meno omicidio e truffa che aborto ed infanticidio, i celibi e gli sposati senza prole delinquerebbero più facilmente. Per il Lombroso le prigioni potevano essere considerate come "università del delitto", capaci soltanto di impaurire coloro che difficilmente delinquono. Secondo il Lombroso la legge del perdono avrebbe potuto dare buoni risultati ingenerando timore ed evitando di sottoporre il reo alla degenerazione del carcere. Le carceri dovrebbero trasformarsi in manicomi criminali, inseguendo l'obiettivo, promulgato dal Lombroso, di allontanare dalla società il pericolo dei criminali nati e dei pazzi morali (le due specie ritenute maggiormente pericolose); i riformatori dovrebbero essere simili a famiglie (esperimento che si tentò a Torino), il divorzio avrebbe rimediato all'adulterio e l'abolizione del lavoro notturno avrebbe contribuito alla diminuzione degli stupri; si prospettavano anche iniziative per ridurre l'alcolismo nella popolazione. L'attenzione del Lombroso in questo settore era fondamentalmente rivolta alla cosiddetta "profilassi del delitto", attraverso la lotta contro quelle che lui definiva le tre grandi superstizioni del suo tempo, le più ostacolanti e pericolose. La prima era quella della "volontarietà dell'atto criminoso", la seconda quella della "pena dosimetrica" e la terza quella dell'unicità geografica della legge penale, insistendo sulla necessità di un insegnamento superiore di criminologia, che avrebbe inevitabilmente contaminato anche lo studio superiore del diritto penale. Fondamentale era per il Lombroso conoscere le cause interne all'individuo e quelle esterne del delitto, tramite l'approfondimento della sociogeografia.
Nell'analisi dei criteri e dei mezzi di repressione andavano enumerate, secondo il Nostro, anche le influenze dettate dall'antropologia, dalla psicologia e dallo studio delle scienze ausiliari. Un programma simile sarà accennato dal Cattaneo in una riforma radicale delle leggi penali e del processo come procedura, riconoscendo l'individualità antropologica del delinquente al fine di assegnarlo al regime di detenzione più appropriato alla sua condizione. Secondo il Lombroso, la formalità del processo ne soffocava la sostanza e la materia, occultando la realtà con pregiudizi e presunzioni. Infine poiché, secondo il Nostro, nei delinquenti abbondavano audacia ed amore del nuovo, questi potevano essere reintegrati nel contesto sociale in situazioni quali l'attività militare (ad esempio contro i briganti).

### Ipnosi e spiritismo
Con il libro del 1909 Ricerche sui fenomeni ipnotici e spiritici Lombroso abbandona una visione strettamente materialista e comincia a credere a parte del soprannaturale. Sembra che l'incontro con Eusapia Palladino sia stato uno dei motivi di questo cambiamento di vedute.

### Le prime elaborazioni teoriche sul caso del Cardano
Sulla pazzia del Cardano fu una delle sue prime opere: in essa prendono corpo le radici delle sue teorie, che nascono da quella «...simpatia che ci fa care le sventure altrui», come la definisce il Lombroso stesso intendendo con questa perifrasi l'interesse per i morbi in genere.
Così il Lombroso si accostò alla teoria del personaggio domandandosi se il genio del dotto possa in qualche modo confondersi con la follia, problema già discusso da Forbes Winslow. In quest'opera il Lombroso si definisce "biografo e storico di un ingegno celebre", e procede minuziosamente nell'elencare i sintomi che accompagnavano la vita del personaggio, partendo dall'infanzia (sogni ricorrenti, allucinazioni, manie di persecuzione, ecc.) considerando il personaggio dal punto di vista biologico, più che antropologico, come fosse «...eredità fusa di uno stupendo apparato nervoso suscettibilissimo e reso sempre più vibrante dalle scosse della scienza e della gloria». Lo studio del Lombroso in questo senso aveva già acquisito una metodologia, avendo egli deciso di partire nella sua analisi cronologica dalle vicende parentali ed anche più estesamente genealogiche ereditarie e proseguendo poi nella conclusione che gli studi del Cardano apparivano ad un occhio attento come sintomi di quell'impulso nervoso, ma colorati dall'intuito del genio. Importante è la parte centrale, che verte più prettamente sui nessi tra pazzia e sogno, avviando ad individuare in episodi autobiografici del personaggio la conferma di alcune leggi importanti per la storia psichiatrica.

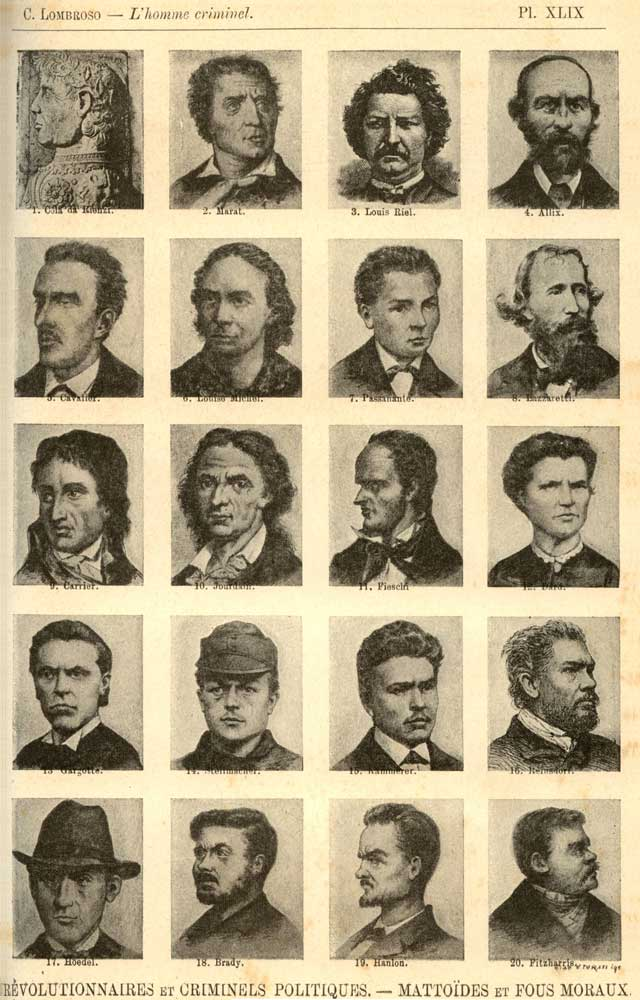
Esempi di fisiognomica di criminali, secondo Lombroso: Rivoluzionari e criminali politici, mattoidi e folli

## Considerazioni critiche
La teoria di Lombroso ha senz'altro avuto meriti e demeriti dal punto di vista storico: il suo allievo Enrico Ferri lo definì «...un uomo di genio a cui mancò il talento». Alcune critiche che gli possono essere mosse sono le seguenti:
- Lombroso in linea di principio voleva reclamare il primato dell'antropologia criminale sul diritto penale, salvo poi dover ammettere di doversi piegare alle leggi dello Stato; infatti l'esistenza di un'attitudine alla delinquenza non era verificabile a priori, ma si poteva constatare solo dopo la commissione del reato.
- A Lombroso si può imputare l'accusa di cripto-abolizionismo, infatti voleva rifondare l'esperienza penale su basi scientifiche.
- L'antropologia criminale è una scienza empirica e quindi si basa su un sistema di ipotesi, ma Lombroso tentò di dar loro oggettività senza dimostrarle adeguatamente.
- La teoria dell'uomo delinquente fu formulata anche a scopo ideologico. Lombroso voleva inserirsi nel dibattito politico di quegli anni per aiutare, con il supporto della scienza, l'Italia postunitaria sul fronte del controllo sociale, e risolvere una volta per tutte il fenomeno della questione meridionale e del brigantaggio postunitario. Questa impostazione gli attirò severe critiche da parte di noti intellettuali dell'epoca. Nonostante le sue radici socialiste, fu aspramente criticato da Napoleone Colajanni, che raccolse in un libro i suoi biasimi[38], e da Antonio Gramsci, che nel 1926 scrisse: “È noto quale ideologia sia stata diffusa in forma capillare dai propagandisti della borghesia nelle classi settentrionali: il Mezzogiorno è la palla di piombo che impedisce i più rapidi progressi allo sviluppo civile dell'Italia; i meridionali sono biologicamente degli esseri inferiori dei semibarbari o dei barbari completi, per destino naturale”. Lombroso non è esplicitamente nominato, ma si intuisce chiaramente il riferimento alla sua persona[39]. Anche Lev Nikolaevic Tolstoj (che in base alla bruttezza lui aveva classificato «di aspetto cretinoso o degenerato») arrivò a definirlo come un «vecchietto ingenuo e limitato»[40].
- L'impostazione scientifica lombrosiana è da alcuni ritenuta la base delle teorie razziste del fascismo e del nazismo[41], nonché della legittimazione della pena di morte. «Non era personalmente un razzista […]. Ma come fondatore dell'antropologia criminale e fautore di quella corrente della psicologia che assumeva le caratteristiche fisiche come indizi esterni delle condizioni mentali egli ebbe un'influenza decisiva sul pensiero razziale da lui personalmente avversato. La degenerazione divenne un segno di criminalità innata, di un intelletto inesorabilmente condannato alla perdizione. […] Le teorie di Lombroso elogiavano il normale, l'aurea mediocrità; e tutto il resto era degenerato. […] Faceva distinzione tra questi individui e i criminali occasionali o coloro che si lasciavano trascinare da passioni momentanee. Gli ultimi due tipi possono essere mendati e devono essere trattati umanamente, ma una persona condannata ad una vita criminale dev'essere soppressa, essendo questo l'unico modo per proteggere la società. La pena capitale dovrebbe quindi far parte di un processo di “selezione volontaria” inteso a completare e rafforzare la selezione naturale. […] Non vi è alcun dubbio che i nazisti e i fascisti abbiano […] accolto la psicologia lombrosiana»[42].
- Il metodo scientifico usato da Lombroso, anche se inserito nel contesto dell'epoca, non può essere elogiato o legittimato a causa delle inconsistenti basi su cui si poggiava. Il saggio del 1891, firmato con Filippo Cougnet, dal titolo “Studi sui segni professionali dei facchini e sui lipomi delle Ottentotte, cammelli e zebù” teorizzava che tra gli animali e gli scaricatori di porto ci fosse una sorta di parentela dovuta alla gibbosità solamente perché, esaminando un paziente di professione brentatore, aveva notato che sulle sue spalle, nel punto in cui appoggiava il carico, vi era una specie di cuscinetto adiposo che ricordava la gobba dei cammelli e dei dromedari; arrivò ad estendere tale parentela anche alle ottentotte (cioè le donne del popolo africano dei Khoikhoi). Ancora, lo studio su “La donna delinquente, la prostituta e la donna normale”, in cui sosteneva che «le prostitute, come i delinquenti, presentano caratteri distintivi fisici, mentali e congeniti» e hanno l'alluce «prensile», era basato sull'esame delle foto degli schedari del capo della polizia parigina, Goron, che per sbaglio mandò al Lombroso le immagini di bottegaie in lista per una licenza. Altre palesi ed ingiustificate assurdità sono contenute in saggi come quello su “Il ciclismo nel delitto”, pubblicato su «Nuova Antologia», nel quale teorizzava che «la passione del pedalare trascina alla truffa, al furto, alla grassazione»[43].

## Opere
- In Calabria, 1862[44]
- Studi per una geografia medica d'Italia., Milano, Giuseppe Chiusi, 1865
- L'uomo bianco e l'uomo di colore, Padova, Tip. F. Sacchetto, 1871.
- L'uomo delinquente, Milano, Hoepli, 1876.
- Genio e follia., 3ª ed. ampliata, con 4 Appendici, Milano, Hoepli, 1877 (prima ediz.: Milano, Giuseppe Chiusi, 1864).
- Considerazioni al processo Passannante, 1879, E. Detken, Napoli.
- Gli Anarchici,1894 rist. 2009, La vita felice, Milano.
- Le più recenti scoperte ed applicazioni della psichiatria ed antropologia criminale, Torino, Fratelli Bocca, 1893.
- Sui recenti processi bancari di Roma e Parigi, in Archivio di Psichiatria, 1893
- Grafologia, Hoepli, Milano, 1895.
- La donna criminale, 1895.
- Nuovi studii sul genio., Milano-Palermo, Sandron, 1902.
- La donna delinquente, 1927.
- La donna delinquente, la prostituta e la donna normale, rist. 2009, Et. al.
- Archivio digitale "Cesare Lombroso"., Biblioteca Federata di Medicina F. Rossi, Università degli Studi di Torino.
- Questi tribuni.... (Sono messe a confronto le personalità di Cola di Rienzo e Francesco Coccapieller). Lungro di Cosenza, Marco, 1989.

## Nella cultura di massa

### Musica
- Fabrizio De Rossi Re, Cesare Lombroso o il corpo come principio morale, azione musicale su libretto di Adriano Vianello, Roma, 6 aprile 2001, Teatro Ateneo produzione Nuova Consonanza.
- Mimmo Cavallo nel brano "Ezechia da Verona" presente nell'album "Quando saremo fratelli uniti" del 2011, canta con ironia delle teorie positiviste di Lombroso.

### Cinema
Il regista Alessandro Rota ha presentato nel 2022 il cortometraggio indipendente Larvae in cui la figura di Cesare Lombroso è al centro del dilemma tra scienza e soprannaturale. Nel film vengono fatti precisi riferimenti alla vita e agli scritti di Lombroso, in particolare quelli sullo spiritismo appartenenti all'ultimo periodo della sua vita. Il cortometraggio, che ha vinto diversi riconoscimenti in festival internazionali, è stato presentato il 28 marzo 2022 al Cinema Massimo di Torino.

## Bibliografia

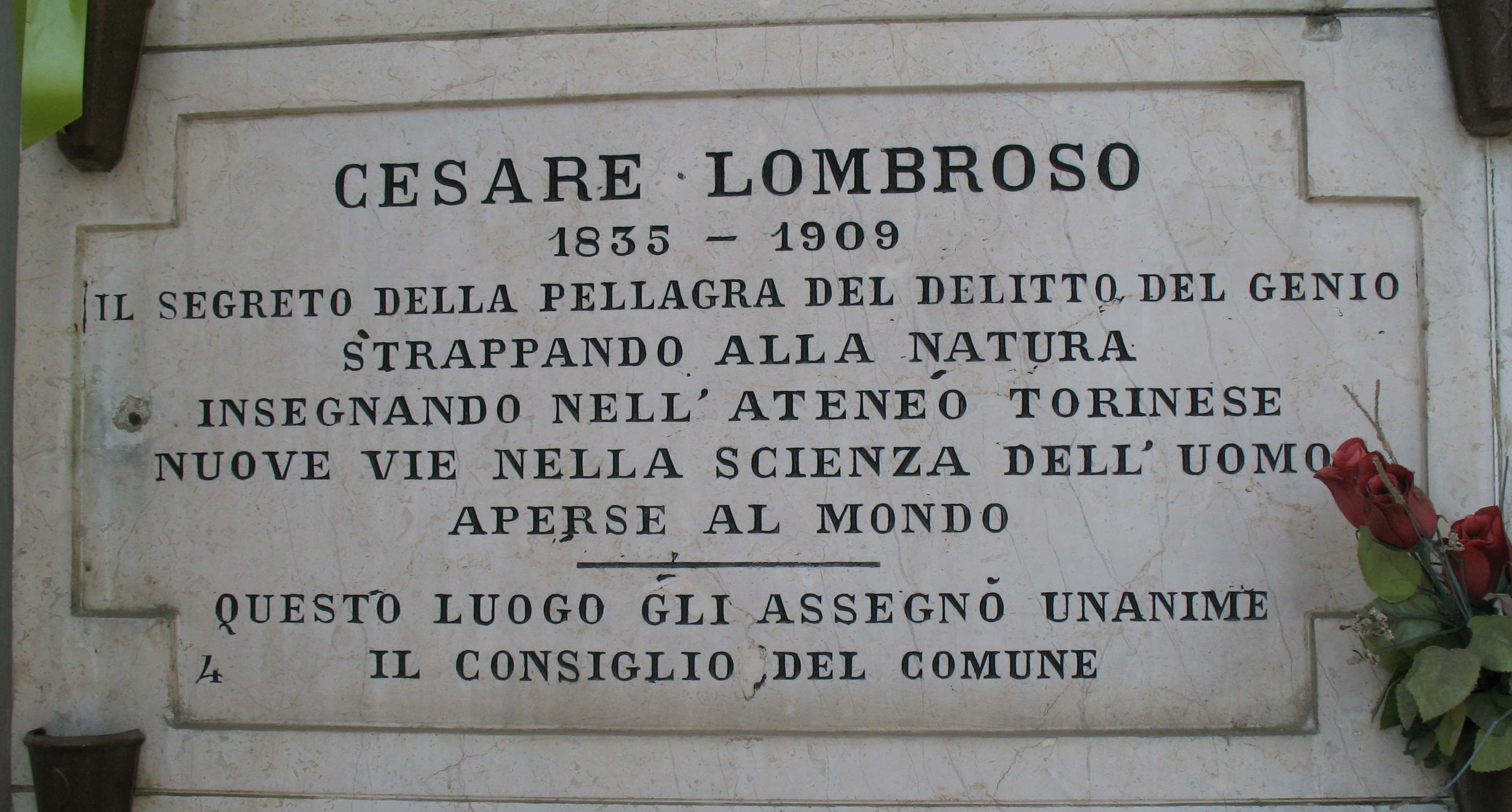
Lapide di Lombroso presso il Cimitero monumentale di Torino